# Ipomoea retropilosa
Ipomoea retropilosa là một loài thực vật có hoa trong họ Bìm bìm. Loài này được (Pittier) D.F. Austin mô tả khoa học đầu tiên năm 1977.